# Vorarlberger Landesversicherung

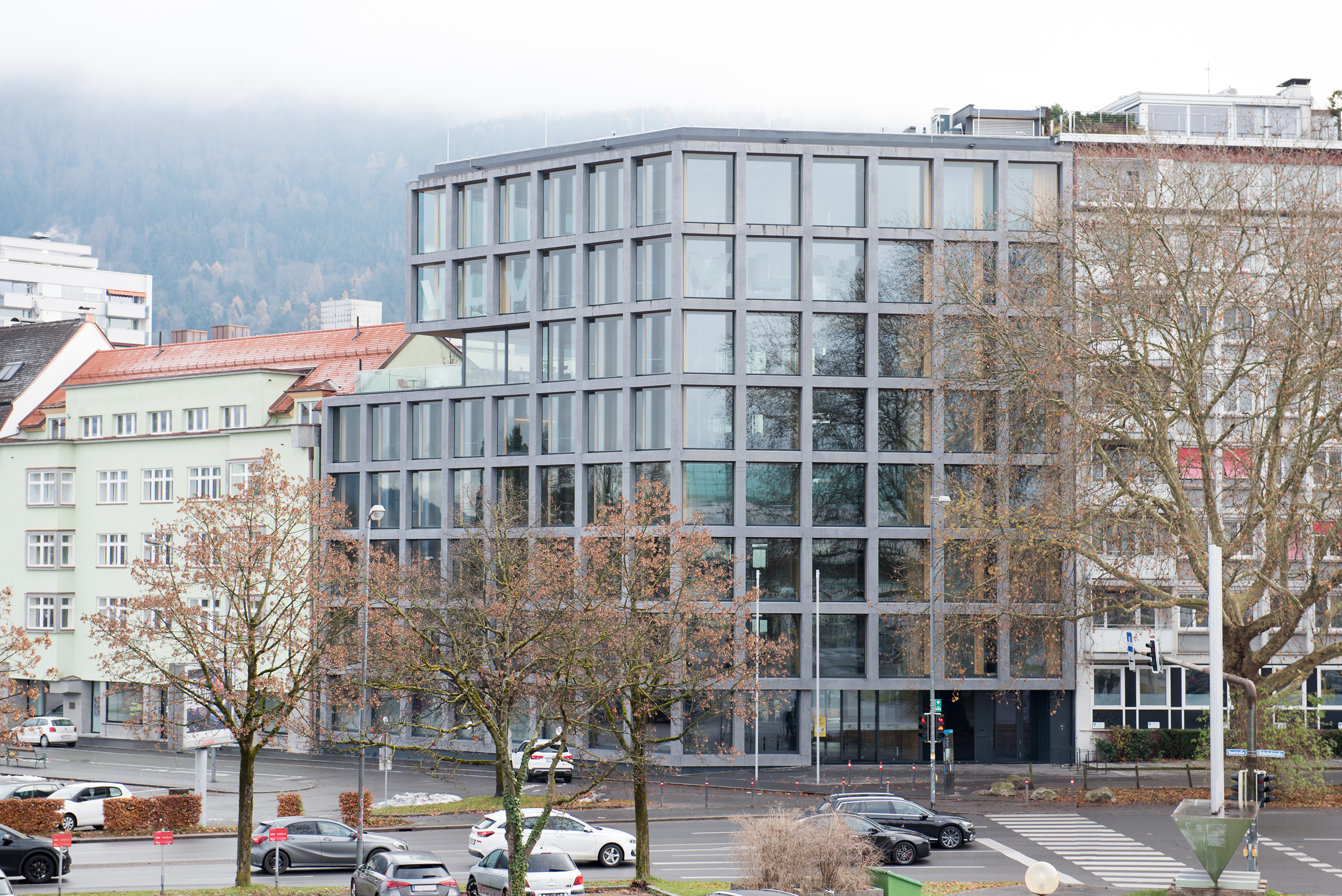
VLV-Direktion Bregenz

Die Vorarlberger Landes-Versicherung V.a.G. (kurz VLV) ist eine Universalversicherung mit Stammsitz in Bregenz (Vorarlberg, Österreich). Sie ist mit einer Bilanzsumme von ca. 483,8 Millionen Euro und ca. 200 Beschäftigten das größte eigenständige Versicherungsunternehmen Vorarlbergs.

## Geschichte
Es scheiterten mehrere Versuche, ein eigenes – landesweit tätiges – Versicherungsunternehmen in Vorarlberg zu gründen. In den 1860er Jahren wurden schon die Statuten einer entsprechenden Versicherung im Landtag bewilligt worden, doch das Projekt scheiterte am Kapitalmangel und am Interesse. In den 1880er Jahren und nochmals unmittelbar vor dem Weltkrieg wurden neuerliche Versuche unternommen. Sie scheiterten jeweils daran, dass der Versicherungsmarkt schon recht umkämpft war und man eine obligatorische Versicherung (eine Zwangsversicherung) nicht durchsetzen konnte.
Nach dem Ersten Weltkrieg bot sich mit der neuen Selbständigkeit Vorarlbergs eine neue Chance: Die Vorarlberger Landesversicherung wurde 1920 als Landes-Feuerversicherungsanstalt gegründet. Sie wurde als Versicherungsverein auf Gegenseitigkeit gegründet und galt fortan als Landesanstalt. Sie sollte als landesweites Versicherungsunternehmen eine Alternative zu den lokalen Versicherungsvereinen einerseits und den großen Versicherungsvereinen andererseits bieten, deren Konditionen nicht zufriedenstellend waren. Die Landes-Feuerversicherungsanstalt diente den kleineren Versicherungsvereinen hinfort auch als Rückversicherer.
Der Geschäftsbetrieb wurde offiziell am 1. Jänner 1921 aufgenommen, die Polizze Nr. 1 galt der „Ferienkolonie Lustenau“, also dem Lustenauer Ferienheim in Oberbildstein und datiert vom 21. Jänner 1921.
Ungeachtet zahlreicher Anfangsschwierigkeiten florierte das Versicherungsunternehmen. Unter der Leitung von Franz Vallaster einigte man sich 1926 mit der Tiroler Brandschadenversicherung, die schon ab 1825 auch in Vorarlberg als Tirolisch-Vorarlberg’sche Feuer-Versicherungsanstalt (heute Tiroler Versicherung V. a. G.) tätig gewesen war. Während der NS-Zeit konnte man auf Druck von oben im Rahmen der Planungen des Vierjahresplanes die kleinen Versicherungsvereine im Montafon und in den anderen Talschaften übernehmen.
Nach 1945 hatten diese Versicherungsvereine wieder die Möglichkeit, sich selbständig zu machen. Nur zwei der Vereine, nämlich die Bregenzerwälder Feuerversicherungsanstalt und der Großwalsertaler Brandversicherungsverein, wurden wieder selbstständig tätig und forderten die Rückstellung des 1938 entzogenen Vermögens. Einvernehmlich ermittelte Summen wurden zurückgegeben, die Versicherten hatten die Wahl, bei der Landesanstalt zu bleiben oder nicht.
Ein eher nebensächlicher Anlass führte in den 1950er Jahren zur Überprüfung der Rechtsform der Anstalt und motivierte, über eine Veränderung der Statuten nachzudenken: Das Land lehnte eine Überprüfung der Landesversicherung durch den Rechnungshof ab – mit der Begründung, dass sie keine öffentlich-rechtliche Anstalt sei. Der Verfassungsgerichtshof prüfte daraufhin die Rechtsform, denn für Außenstehende hatte die Landesversicherung nach wie vor die Erscheinungsform einer Landesanstalt. Doch es stellte sich nun, in einer Phase mit starkem Wirtschaftswachstum, die Frage, ob die notwendige Expansion im althergebrachten Korsett einer Landesanstalt überhaupt möglich war.
Der Konflikt mit dem Rechnungshof wurde am 18. Dezember 1957 durch den Verfassungsgerichtshof entschieden. Er stellte fest, die Landes Feuerversicherungs-Anstalt sei keine Anstalt des Landes, der Rechnungshof aber dennoch prüfungsberechtigt, da das Land die Unternehmung „beherrsche“. Es genüge, „die Beherrschung der Unternehmung in organisatorischer Hinsicht […], um den Tatbestand des Betreibens einer Unternehmung zu erfüllen“.
Was in den Jahren danach folgte, waren Verhandlungen für eine neue Satzung, die dem neuen Verhältnis angemessen waren. 1963 beschloss der Landtag die Selbstständigkeit der Versicherung. Bald darauf erweiterte das Unternehmen sein Angebot, 1965 konnten auch Kfz-Haftpflichtversicherungen und Unfallversicherungen abgeschlossen werden.
Schritt für Schritt wurde aus der ehemaligen Landes-Feuerversicherungs-Anstalt eine moderne Universalversicherung. Als man 1981 auch Lebensversicherungen anbot, änderte sich der Firmenname auf Vorarlberger Landes-Versicherung V. a. G.; von den Prämien der etwa 163.000 Versicherungsverträge entfielen zu diesem Zeitpunkt gerade noch 50 Prozent auf das Feuerversicherungsgeschäft.
Im April 2022 wurde der Bau eines neuen Verwaltungsgebäudes begonnen, dessen Fertigstellung im Juni 2024 erfolgte.

## Organisation / Standorte
Die Landesversicherung setzte in ihren Anfängen auf so genannte Ortsvertreter und auf deren solide Beratung. Erst in den 1980er-Jahren, als sich viele Mitbewerber um den wachstumsträchtigen Markt der Versicherung bemühten, begann auch die VLV mit einer offensiveren Marktbearbeitung. Das bewährte Ortsvertretersystem wurde durch hauptberufliche Vertreter ergänzt. Heute erfolgt der Vertrieb der VLV-Produkte fast ausschließlich über den angestellten hauptberuflichen Außendienst, selbständige Versicherungsagenturen und Versicherungsmakler.

## Rechtsform
Die Vorarlberger Landes-Versicherung V.a.G., ein Versicherungsverein auf Gegenseitigkeit, stellt in dieser Rechtsform die älteste Form eines Versicherers dar. Hier ist der ursprüngliche Versicherungsgedanke verankert – die wirtschaftliche Absicherung und kostengünstiger Schutz gegen gleichartige Risiken durch Zusammenschluss zu einer Gefahrengemeinschaft (Gegenseitigkeitsprinzip). Die Versicherungsnehmer sind deshalb nicht nur Kunden, sondern Vereinsmitglieder und damit auch Eigentümer des Unternehmens.